# De Weed
De Weed is een buurtschap in de gemeente Drechterland, in de Nederlandse provincie Noord-Holland. Voor 1 januari 2006 behoorde de buurtschap bij de gemeente Venhuizen.
De Weed is gelegen aan het Markermeer en vroeger aan de Zuiderzee, in het zuidoosten van de gemeente. De Weed valt formeel onder het dorp Oosterleek. De buurtschap kent landbouw gebied aan de weg die naar zuidkant loopt van het dorp Venhuizen.
De Weed komt voor het eerst voor in 1417 als Die Weed. Later komt, rond 1745 de benaming Weder Hoeck voor.

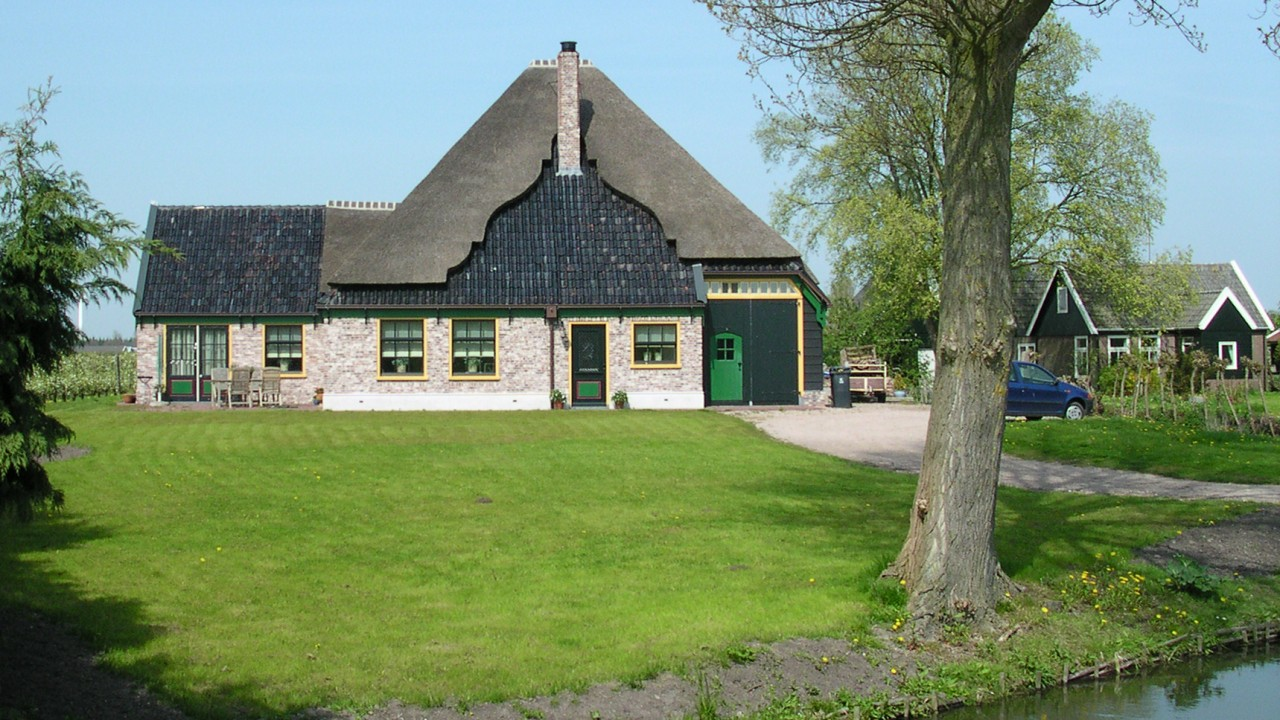
Boerderij-huis in De Weed

Dorpen: Hem · Hoogkarspel · Oosterblokker · Oosterleek · Schellinkhout · Venhuizen · Westwoud · Wijdenes

Buurtschappen: Binnenwijzend · Blokdijk · De Bangert (deels) · De Buurt · De Hout · De Weed · Kraaienburg · Leekerweg · Munnickaij (deels) · Oostergouw · Oosterwijzend · Oudijk · Tersluis · Westerbuurt · Westerwijzend · Wijmers · Zittend
Noord-Holland: Steden en dorpen      Nederland: Provincies · Gemeenten